# Nezumia evides
Nezumia evides är en fiskart som först beskrevs av Gilbert och Hubbs 1920.  Nezumia evides ingår i släktet Nezumia och familjen skolästfiskar. Inga underarter finns listade i Catalogue of Life.